# 塞维尼亚克
塞维尼亚克（法語：Sévignac，法語發音：[seviɲak]）是法国阿摩尔滨海省的一个市镇，位于该省东部，属于迪南区。

## 地理
塞维尼亚克（48°19'59"N, 2°20'20"W）面积43.25 平方千米，位于法国布列塔尼大區阿摩尔滨海省，该省份为法国西北部沿海省份，位于布列塔尼半岛北部，北濒大西洋英吉利海峡，西接菲尼斯泰尔省，南至莫尔比昂省，东临伊勒-维莱讷省。
与塞维尼亚克接壤的市镇（或旧市镇、城区）包括：布龙、埃雷阿克、瑞贡莱拉克、朗勒拉、梅格里、普莱内瑞贡、普吕莫加特、鲁亚克、特雷默尔。

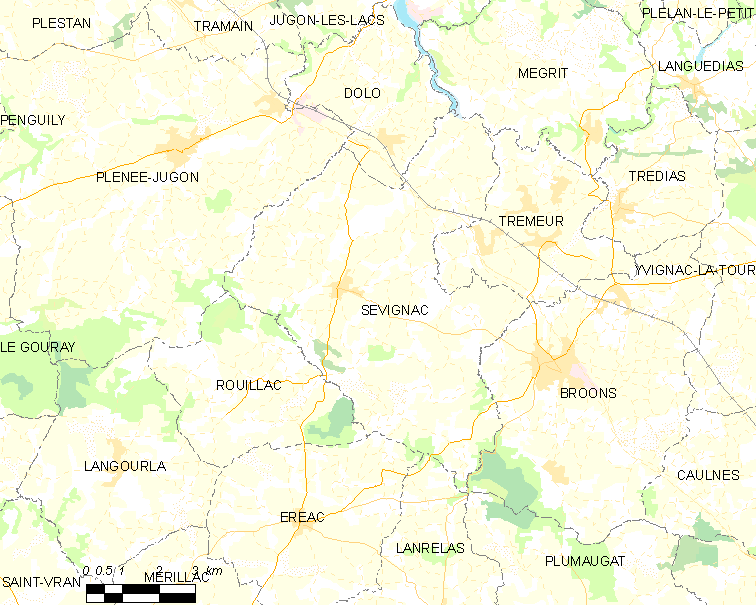
塞维尼亚克的OSM定位图

塞维尼亚克的时区为UTC+01:00、UTC+02:00（夏令时）。

## 行政
塞维尼亚克的邮政编码为22250，INSEE市镇编码为22337。

## 政治
塞维尼亚克所属的省级选区为布龙县。

## 人口

1962-2008年间塞维尼亚克人口变化图示

塞维尼亚克于2022年1月1日时的人口数量为1116人。